# Cornelius Crich
Cornelius Crich, né le 24 octobre 1687 et mort le 23 mars 1789, est un centenaire britannique. Il fut doyen de l'humanité d'une date inconnue à sa mort.